# La farisea
La farisea è un romanzo di François Mauriac, pubblicato a Parigi nel 1941. In Italia uscì nel 1946, nella traduzione di Enrico Piceni.
Il romanzo è stato tradotto in inglese, danese, ceco, ungherese, polacco, spagnolo, catalano, tedesco, finlandese, svedese, oltre che in italiano e altre lingue.

## Trama
Louis Pian è un ragazzino ipersensibile. Modello di educazione, eccellente nello studio, in collegio è attratto da un compagno più grande: Jean de Mirbel. Maggiore di Louis, Jean è ribelle e si attira punizioni e cattiva fama, ma Louis riesce a diventare suo amico e a introdurlo nella sua famiglia.
La mamma di Louis è morta da vari anni e il padre ne ha sposato una cugina, per fare da madre ai due orfani; Brigitte. La donna è animata da un forte zelo religioso che la porta, nell'intenzione di fare del bene, a occuparsi dei poveri della cittadina raccomandati dal Vescovado.
Nei riguardi dei suoi figliastri, Brigitte è fiera di Louis, ma si scontra con Micheline, e questo è inevitabile a causa dell'atteggiamento paterno: il Signor Pian si mostra indifferente verso il ragazzo e al contrario, molto affiatato con la figlia.
Ma Brigitte sente assai più forte la vocazione che la porta a sostenere la Chiesa nelle opere di carità. In questa sua missione si rivela troppo esigente con le persone che assiste, aspettandosi da loro una vita improntata al sacrificio continuo e alla censura del libero pensiero. Così non ama e non comprende i suoi assistiti e finisce col provocare allontanamenti irrevocabili dalla vita cristiana, in alcuni di essi.
Gli anni trascorrono, il Signor Pian muore improvvisamente. Jean, accolto nell'amicizia dei ragazzi Pian, viene affidato a un religioso di fiducia, l'Abate Callou, per rimediare al disastro dei suoi studi, e Micheline si lega a lui con affetto che prelude all'amore. I due giovani si sposeranno, salvo poi litigare in continuazione, e la casa si svuota.
Rimasta sola, Brigitte trova il modo di riflettere e di rendersi conto della sua durezza, della scarsa aderenza all'ideale dell'amore evangelico, in altre parole, della sua ipocrisia nell'operare. Durante una visita di Louis, l'unico a starle ancora vicino, lei gli confida lo spinoso stato d'animo, arrivando ad ammettere di avere rimorsi per le azioni compiute. Il modo in cui ha condotto la sua presunta missione fa di lei una farisea e non la santa che pensava di essere.
Eppure, per quanto tardi, anche Brigitte capisce che amore e carità sono la stessa cosa.

## Personaggi
- Brigitte Pian: seconda moglie del Signor Pian, matrigna di Louis e Micheline.
- Louis: 13 anni all'inizio; secondogenito della famiglia Pian, non considerato dal padre, ma assai di più dalla matrigna.
- Micheline: 14 anni, sorella maggiore di Louis, in polemica con la matrigna, nutre uno schietto sentimento per il padre, che la predilige.
- Jean de Mirbel: 15 anni, compagno di collegio di Louis. Ragazzo difficile, ha gravi problemi familiari e non progredisce negli studi.
- Abate Callou: si occupa degli studi di Jean ed è assistente spirituale dei Pian.

## Opere derivate
Il romanzo è stato trasposto in un telefilm del 1980: con Alice Sapritch (Brigitte Pian), Luc Olivier (Louis Pian), Thierry Fouques (Jean de Mirbel), Nathalie Roussel (Michèle Pian); adattamento di Michel Suffran, regia di Gilbert Pineau.

## Edizioni in italiano
- F. Mauriac, La farisea, trad. di Enrico Piceni, ed. Mondadori, Milano 1946;
- F. Mauriac, La farisea, trad. di Enrico Piceni, ed. Mondadori, Milano 1963;
- F. Mauriac, La farisea, trad. di Enrico Piceni, ed. Famiglia Cristiana, Cuneo 1998;